# CONCACAF Champions League 2021
Die CONCACAF Champions League 2021 war die 13. Spielzeit des wichtigsten Wettbewerbs für Vereinsmannschaften in Nord- und Zentralamerika sowie der Karibik im Fußball unter diesem Namen. Das Turnier begann am 6. April 2021 und endete am 28. Oktober 2021. Titelverteidiger UANL Tigres aus Mexiko konnte sich nicht qualifizieren.
Der mexikanische Verein CF Monterrey gewann den Wettbewerb zum fünften Mal durch ein 1:0-Sieg im Finale gegen Club América und qualifizierte sich damit als Repräsentant der CONCACAF für die FIFA-Klub-Weltmeisterschaft 2021 in den Vereinigten Arabischen Emiraten. Torschützenkönig wurde der Pole Kacper Przybyłko von Philadelphia Union mit fünf Toren. Zum besten Spieler des Wettbewerbs wurde der Mexikaner Rogelio Funes Mori ernannt.

## Modus
An der CONCACAF Champions League 2021 nahmen 16 Mannschaften aus 8 Nationen teil. Der Wettbewerb wurde ausschließlich im K.-o.-System ausgetragen. Angefangen vom Achtelfinale bis einschließlich dem Halbfinale fand jede Runde mit Hin- und Rückspiel statt. Das Finale wurde in einem Spiel entschieden. Bis zum Halbfinale wurde bei einem Unentschieden nach beiden Spielen die Auswärtstorregel angewendet und sollte dadurch kein Sieger ermittelt werden, kam es zum Elfmeterschießen; eine Verlängerung wurde nicht ausgespielt. Im Finale wurde – wenn nötig – eine Verlängerung ausgespielt.

## Teilnehmerfeld
| - Mexiko (Liga MX 2019/20) - CF Monterrey - CD Cruz Azul - Club América - Club León - Vereinigte Staaten (Major League Soccer 2020, Open Cup 2019) - Columbus Crew - Philadelphia Union - Portland Timbers - Atlanta United - Kanada (Canadian Championship 2020) - Toronto FC |  | - Zentralamerika und Karibik (CONCACAF League 2020) - LD Alajuelense - CD Saprissa - CD Olimpia - CD Marathón - Arcahaie FC - Real Estelí - Karibik (CFU Club Championship 2020) - Atlético Pantoja |

## Achtelfinale
Die Auslosung fand am 11. Februar 2021 statt. Die Hinspiele fanden vom 6. bis zum 8. April 2021 statt, die Rückspiele wurden vom 13. bis zum 15. April 2021 ausgetragen.
|                  | Gesamt    |                    | Hinspiel | Rückspiel |
| ---------------- | --------- | ------------------ | -------- | --------- |
| Arcahaie FC      | 0:8       | CD Cruz Azul       | 0:0      | 0:8       |
| Club León        | 2:3       | Toronto FC         | 1:1      | 1:2       |
| Atlético Pantoja | 1:6       | CF Monterrey       | 0:3      | 1:3       |
| Real Estelí      | 0:5       | Columbus Crew      | 0:4      | 0:1       |
| CD Saprissa      | 0:5       | Philadelphia Union | 0:1      | 0:4       |
| LD Alajuelense   | 0:2       | Atlanta United     | 0:1      | 0:1       |
| CD Olimpia       | (a)2:2(a) | Club América       | 1:2      | 1:0       |
| CD Marathón      | 2:7       | Portland Timbers   | 2:2      | 0:5       |

## Viertelfinale
Die Hinspiele fanden am 27. und 28. April 2021 statt, die Rückspiele wurden am 4. und 5. Mai 2021 ausgetragen.
|                  | Gesamt |                    | Hinspiel | Rückspiel |
| ---------------- | ------ | ------------------ | -------- | --------- |
| Toronto FC       | 1:4    | CD Cruz Azul       | 1:3      | 0:1       |
| Columbus Crew    | 2:5    | CF Monterrey       | 2:2      | 0:3       |
| Atlanta United   | 1:4    | Philadelphia Union | 0:3      | 1:1       |
| Portland Timbers | 2:4    | Club América       | 1:1      | 1:3       |

## Halbfinale
Die Hinspiele fanden am 11. und 12. August 2021 statt, die Rückspiele wurden am 15. und 16. September 2021 ausgetragen.
|              | Gesamt |                    | Hinspiel | Rückspiel |
| ------------ | ------ | ------------------ | -------- | --------- |
| CF Monterrey | 5:1    | CD Cruz Azul       | 1:0      | 4:1       |
| Club América | 4:0    | Philadelphia Union | 2:0      | 2:0       |

## Finale
| CF Monterrey                                          | CF Monterrey | Club América | Club América |
| ----------------------------------------------------- | --- | --- | ------------ |
| CF Monterrey                                          | \| 28. Oktober 2021 in Guadalupe (Estadio BBVA Bancomer) \| \| Ergebnis: 1:0 (1:0) \| \| Zuschauer: 40.170 \| \| Schiedsrichter: Fernando Hernández ( Mexiko) \| \| Spielbericht \| | \| 28. Oktober 2021 in Guadalupe (Estadio BBVA Bancomer) \| \| Ergebnis: 1:0 (1:0) \| \| Zuschauer: 40.170 \| \| Schiedsrichter: Fernando Hernández ( Mexiko) \| \| Spielbericht \| | Club América |
| CF Monterrey                                          | Esteban Andrada – Stefan Medina , César Montes, Héctor Moreno, Sebastián Vegas – Carlos Rodríguez, Celso Ortiz (71. Matías Kranevitter), Alfonso González (89. Érick Aguirre) – Maximiliano Meza, Rogelio Funes Mori (75. Vincent Janssen), Jesús Gallardo Cheftrainer: Javier Aguirre | Guillermo Ochoa – Jorge Sánchez, Bruno Valdez, Sebastián Cáceres, Luis Fuentes (55. Sebastián Córdova) – Richard Sánchez (67. Antonio López), Mario Osuna (67. Nicolás Benedetti), Álvaro Fidalgo – Roger Martínez (82. Federico Viñas), Henry Martín, Salvador Reyes Cheftrainer: Santiago Solari ( Argentinien) | Club América |
| CF Monterrey                                          | 1:0 Funes Mori (9.) | | Club América |
| CF Monterrey                                          | Ortiz (39.), Medina (90.+10') | Cáceres (22.), Reyes (59.), Martínez (68.), Sánchez (90.+10') | Club América |
| 28. Oktober 2021 in Guadalupe (Estadio BBVA Bancomer) | | |              |
| Ergebnis: 1:0 (1:0)                                   | | |              |
| Zuschauer: 40.170                                     | | |              |
| Schiedsrichter: Fernando Hernández ( Mexiko)          | | |              |
| Spielbericht                                          | | |              |